# Agapostemon femoratus
Agapostemon femoratus là một loài Hymenoptera trong họ Halictidae. Loài này được Crawford mô tả khoa học năm 1901.